# Neonitis
Neonitis là một chi bọ cánh cứng thuộc họ Scarabaeidae.